# La Trinitat
La Trinitat är en kommun i departementet Cantal i regionen Auvergne-Rhône-Alpes i mitten av Frankrike. Kommunen ligger  i kantonen Chaudes-Aigues som ligger i arrondissementet Saint-Flour. År 2022 hade La Trinitat 51 invånare.

## Befolkningsutveckling
Antalet invånare i kommunen La Trinitat
Referens:INSEE